# Krușa, Sofia
Krușa (în bulgară Круша) este un sat în comuna Dragoman, regiunea Sofia,  Bulgaria. 

## Demografie
Componența etnică a satului Krușa
     Bulgari (92,68%)
     Nicio identificare (7,31%)
     Altele (0%)
La recensământul din 2011, populația satului Krușa era de 41 locuitori. Din punct de vedere etnic, majoritatea locuitorilor (92,68%) erau bulgari. Pentru 7,31% din locuitori nu este cunoscută apartenența etnică.